# Elizabeth Anselm
Elizabeth Anselm (* um 1910 in Indiana) war eine US-amerikanische Badmintonspielerin. 

## Karriere
Elizabeth Anselm spielte beim California Club in San Francisco und wurde 1940 nationale Meisterin in den Vereinigten Staaten, wobei sie im Damendoppel mit Helen Zabriski erfolgreich war. Bei dieser Veranstaltung gewann sie auch Silber im Mixed und Bronze im Einzel. Ein Jahr später erkämpfte sie sich noch einmal Bronze im Doppel.